# Liste der Biografien/Nies
Liste der Biografien |
Portal Biografien |
Personensuche
# |
A |
B |
C |
D |
E |
F |
G |
H |
I |
J |
K |
L |
M |
N |
O |
P |
Q |
R |
S |
T |
U |
V |
W |
X |
Y |
Z |
?
 
Na |
Nb |
Nc |
Nd |
Ne |
Nf |
Ng |
Nh |
Ni |
Nj |
Nk |
Nl |
Nm |
Nn |
No |
Nr |
Ns |
Nt |
Nu |
Nv |
Nw |
Nx |
Ny |
Nz
 
Nia |
Nib |
Nic |
Nid |
Nie |
Nif |
Nig |
Nih |
Nii |
Nij |
Nik |
Nil |
Nim |
Nin |
Nio |
Nip |
Niq |
Nir |
Nis |
Nit |
Niu |
Niv |
Niw |
Nix |
Niy |
Niz
 
Nieb |
Niec |
Nied |
Nief |
Nieg |
Nieh |
Niej |
Niek |
Niel |
Niem |
Nien |
Niep |
Nier |
Nies |
Niet |
Nieu |
Niev |
Niew
Die Liste der Biografien führt alle Personen auf, die in der deutschsprachigen Wikipedia einen Artikel haben. Dieses ist eine Teilliste mit 128 Einträgen von Personen, deren Namen mit den Buchstaben „Nies“ beginnt.

## Nies
- Nies, August (1854–1931), deutscher Mineraloge und Lehrer
- Nies, Catharina (* 1985), deutsche Politikerin (Bündnis 90/Die Grünen)
- Nies, Franz Xaver (1859–1897), Steyler Missionar
- Nies, Friedrich (1804–1870), Buchdrucker und Schriftgießer in Leipzig
- Nies, Friedrich (1839–1895), deutscher Geologe, Mineraloge und Paläontologe
- Nies, Fritz (1934–2023), deutscher Romanist
- Nies, Helmut (1930–2015), deutscher Brigadegeneral der Bundeswehr
- Nies, Konrad (1862–1922), US-amerikanischer, deutschsprachiger Lyriker
- Nies, Martin (* 1969), deutscher Germanist und Hochschullehrer
- Nies, Sarah (* 1980), deutsche Soziologin und Hochschullehrerin
- Nies, Walter (1918–2008), deutscher Fotograf, Reporter und Dokumentar

### Niesc
- Niesche, Jonny (* 1972), australischer Künstler
- Niesche, Madeleine (* 1971), deutsche Schauspielerin
- Niescher, Romuald (1933–2017), österreichischer Politiker (ÖVP)
- Niescher, Wolfgang (1934–2010), deutscher Handballspieler und Arzt
- Nieschke, Heinz-Dieter (* 1942), deutscher Bauernverbandsfunktionär und Politiker (DBD, CDU), MdL
- Nieschlag, Eberhard (1941–2025), deutscher Mediziner
- Nieschlag, Friedrich (1901–1991), deutscher Agrarwissenschaftler
- Nieschlag, Helke (* 1988), deutsche Ruderin
- Nieschlag, Justus (* 1992), deutscher Triathlet
- Nieschlag, Karl (1909–1975), österreichischer Bildhauer
- Nieschlag, Robert (1905–1990), deutscher Wirtschaftswissenschaftler
- Niescier, Angelika (* 1970), deutsche Jazzmusikerin und Komponistin

### Niese
- Niese, Benedikt (1849–1910), deutscher Klassischer Philologe und Althistoriker
- Niese, Carl Eduard senior (1804–1882), deutscher evangelischer Theologe
- Niese, Charlotte (1854–1935), deutsche Schriftstellerin
- Niese, Eduard (1833–1898), deutscher Dekorations- und Werbemaler
- Niese, Hansi (1875–1934), österreichische Schauspielerin und Operettensängerin (Sopran)Hansi Niese (1875–1934)

Hansi Niese (1875–1934)

- Niese, Heinrich Christoph (1810–1887), deutscher Generalarzt
- Niese, Otto (1878–1960), deutscher Landrat
- Niese, Ralph (1983–2020), deutscher Comiczeichner, Grafiker und Illustrator
- Niese, Rolf (* 1943), deutscher Politiker (SPD), MdHB, MdB
- Niese, Siegfried (1932–2021), deutscher Chemiker und Hochschullehrer
- Niese, Werner (1905–1963), deutscher Rechtswissenschaftler und Hochschullehrer
- Niesecke, Bernd (* 1958), deutscher Olympiasieger im Rudern
- Niesel, Hans-Joachim (1938–2025), deutscher Historiker
- Niesel, Richard (* 1935), deutscher Motocross-Rennfahrer
- Niesel, Wilhelm (1903–1988), deutscher evangelisch-reformierter Theologe
- Niesel-Lessenthin, Christa (1879–1953), schlesische Publizistin
- Niesemann, Michael (* 1960), deutscher Oboist und Hochschullehrer
- Niesemeuschel, Christoph Gottfried von († 1758), polnisch-sächsischer Generalmajor
- Niesemeuschel, Karl Wilhelm von (1757–1833), königlich preußischer Generalmajor und zuletzt Kommandeur des 1. schlesischen Landwehr-Infanterie-Regiments
- Niesemeuschel, Wilhelm Hans Christoph von († 1812), sächsischer Generalleutnant
- Niesen, Josef (* 1963), deutscher Maler, Autor und Verleger
- Niesen, Matthias († 1631), deutscher Zisterzienserabt
- Niesen, Peter (* 1964), deutscher Hochschullehrer
- Niesenberger, Hans († 1493), Steinmetz und Baumeister
- Nieser, Jan (1756–1822), ghanaischer Sklavenhändler
- Niesert, Joseph (1766–1841), deutscher Geistlicher, Historiker, Numismatiker und Sammler
- Niesewand, Eduard von (1837–1913), preußischer Landrat
- Niesewand, Franz von (1832–1904), preußischer Generalmajor
- Niesewand, Friedrich Wilhelm von (1833–1916), preußischer Generalleutnant
- Niesewand, Leopold Otto von (1793–1884), preußischer Generalmajor, Kommandeur der 14. Landwehr-Brigade

### Niesi
- Niesiecki, Kasper (1682–1744), polnischer Jesuit und Heraldiker
- Niesig, Hermann (* 1978), deutscher Musikproduzent, Arrangeur und KomponistHermann Niesig (* 1978)

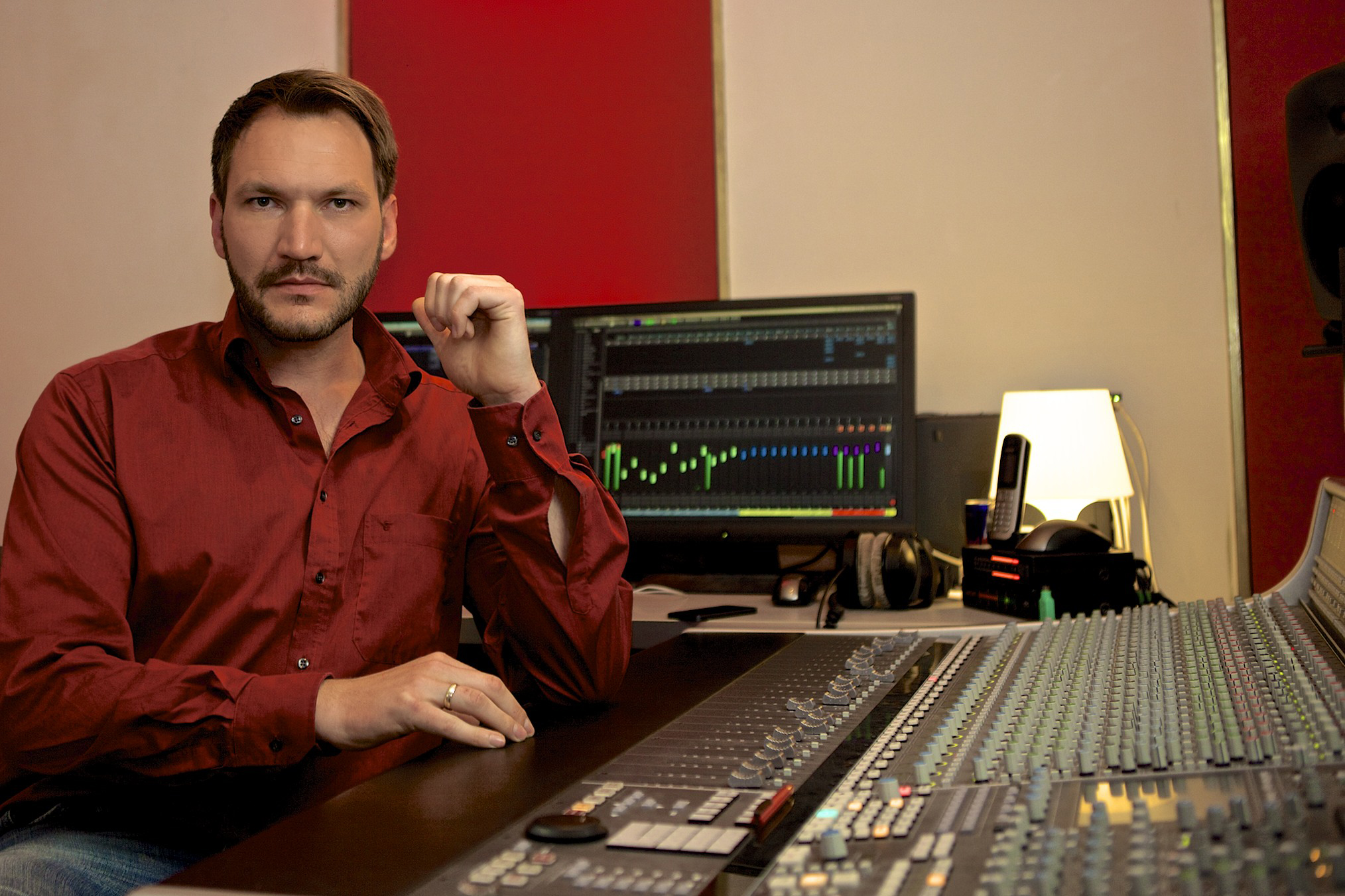
Hermann Niesig (* 1978)

- Niesig, Uwe (* 1960), deutscher Künstler
- Niesink, Ans (1918–2010), niederländische Diskuswerferin und Kugelstoßerin
- Niesiołowski, Stefan (* 1944), polnischer Politiker, Mitglied des Sejm

### Niesk
- Nieske, Friedhelm (1954–2020), deutscher Schlagzeuger und Musikproduzent

### Niesl
- Nieslony, Boris (* 1945), deutscher Künstler

### Niesm
- Niesmann, Adolf (1899–1990), deutscher Maler und Kunsterzieher
- Niesmann, Andreas (* 1983), deutscher Journalist

### Niesn
- Niesner, Hans Werner (* 1947), deutscher Badmintonspieler
- Niesner, Maurice (* 1977), deutscher Badmintonspieler
- Niesner, Timmo (* 1971), deutscher Schauspieler und Synchronsprecher
- Niesner, Walter (1918–2003), österreichischer Radiosprecher
- Niesner, Wolfgang (1925–1994), deutscher Zeichner und Grafiker

### Nieso
- Nieson, Nathalie (* 1969), französische Politikerin, Mitglied der Nationalversammlung

### Niesp
- Niespor, Doris (* 1969), deutsche Roman- und Sachbuchautorin

### Niess
- Nieß, Adolf (1824–1863), deutscher Maler und Zeichenlehrer
- Niess, Dieter (* 1926), deutscher Eishockeyspieler
- Nieß, Hermann (1878–1949), deutscher Bergingenieur
- Niess, Robert (* 1958), US-amerikanischer Architekt und Hochschulprofessor
- Nieß, Rolf (* 1938), deutscher Fußballspieler
- Nieß, Ulrich (* 1960), deutscher Historiker und Archivar
- Niess, Wolfgang (* 1952), deutscher Historiker, Autor und ModeratorWolfgang Niess (* 1952)

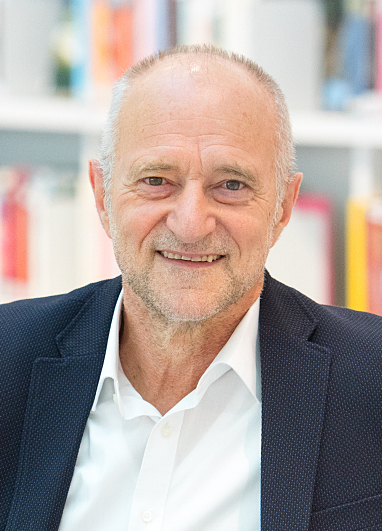
Wolfgang Niess (* 1952)

- Niessel, Henri Albert (1866–1955), französischer Offizier, zuletzt Armeegeneral; Mitglied des französischen Obersten Kriegsrates (1926–1931)
- Niessen, Bruno von (1902–1981), deutscher Musiker, Regisseur und Opernintendant
- Niessen, Carien (* 1966), niederländische molekulare Zellbiologin
- Niessen, Carl (1890–1969), deutscher Theaterwissenschaftler und Hochschullehrer
- Niessen, Charly (1923–1990), österreichischer Komponist und Liedtexter
- Niessen, Claudia (* 1979), belgische Politikerin
- Nießen, Claudius (* 1980), deutscher Autor, Herausgeber und Kulturmanager
- Nießen, Gabriele (* 1964), deutsche Stadtplanerin und Bremer Staatsrätin
- Niessen, Hans (* 1950), belgischer Politiker
- Niessen, Hans-Lutz (1920–1982), niederländischer Gitarrist, Komponist und Musikpädagoge
- Niessen, Helga Maria (* 1954), deutsche Politikerin (parteilos) und Autorin
- Nießen, Hildegard (* 1946), deutsche Politikerin (SPD), MdL
- Niessen, Johannes (1821–1910), deutscher Historienmaler
- Nießen, Johannes (* 1957), deutscher Mediziner
- Nießen, Jörg (* 1975), deutscher Feuerwehrmann, Notfallsanitäter und Bestsellerautor
- Niessen, Josef (1922–1994), deutscher Arrangeur und Komponist
- Nießen, Joseph (1864–1942), deutscher Natur- und Heimatforscher, Botaniker und Hochschullehrer
- Nießen, Paul von (1857–1937), deutscher Gymnasiallehrer und Historiker
- Niessen, Philip (* 1972), deutscher Gitarrist und Produzent
- Niessen, Vincent (* 1997), deutscher Jazzmusiker (Bass)
- Niessen, Wolfgang von (* 1941), deutscher theoretischer Chemiker und Hochschullehrer
- Niessen-Deiters, Leonore (1879–1939), deutsche Journalistin und Schriftstellerin
- Niessing, Anton (1861–1939), deutscher Maler
- Niessl von Mayendorf, Gustav (1839–1919), österreichischer Astronom und Mykologe
- Niessl, Hans (* 1951), österreichischer Politiker (SPÖ), Landtagsabgeordneter und LandeshauptmannHans Niessl (* 1951)

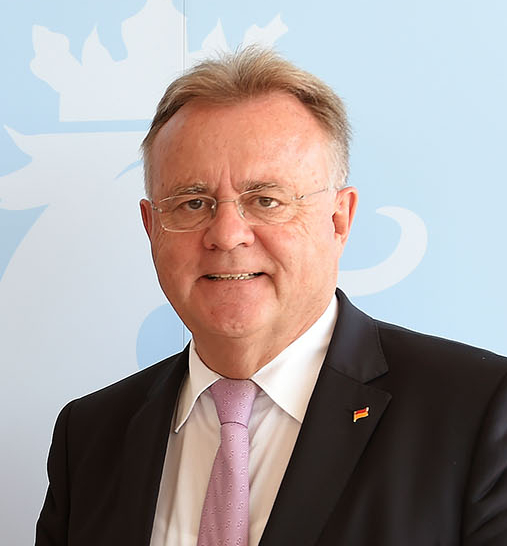
Hans Niessl (* 1951)

- Nießlein, Erwin (1925–2006), österreichischer Holzforscher, Autor, Interessensvertreter und Hochschullehrer
- Niessner, Andi (* 1967), deutscher Filmregisseur
- Nießner, Reinhard (* 1951), deutscher Chemiker
- Nießner, Tim (* 2002), deutscher Autor
- Niessner, Tony (1906–1986), österreichischer Schauspieler, Regisseur und Sänger
- Nießner, Wilhelm (1873–1953), tschechoslowakischer Politiker der deutschen Minderheit
- Niessner, Wolfgang (* 1953), österreichischer Komponist und Musikpädagoge

### Niest
- Niestädt, Carlo (* 1963), deutscher Leichtathlet
- Niestädt, Krimhild (* 1950), deutsche Politikerin (SPD), MdL
- Niesten, Coen (1938–2024), niederländischer Radrennfahrer
- Niesters, Horst (1937–2009), deutscher Wildfotograf, Umweltschützer und Falkner
- Niestlé, Jean-Bloé (1884–1942), Schweizer Maler
- Niestradt, Johanna (* 1938), deutsche Filmregisseurin
- Niestrath, Karel (1896–1971), deutscher Bildhauer
- Niestrath-Berger, Eva (1914–1993), deutsche Bildhauerin
- Niestroj, Bernd (1946–2008), deutscher Fernsehjournalist
- Niestroj, Robert (* 1974), deutscher Fußballspieler

### Niesw
- Nieswand, Manfred (* 1955), deutscher Tischtennisspieler
- Nieswandt, Bernhard (* 1968), deutscher Forscher
- Nieswandt, Erich (1930–2008), deutscher Radiomoderator, Reporter, Pressesprecher und Synchronsprecher
- Nieswandt, Hans (* 1964), deutscher DJ und MusikproduzentHans Nieswandt (* 1964)

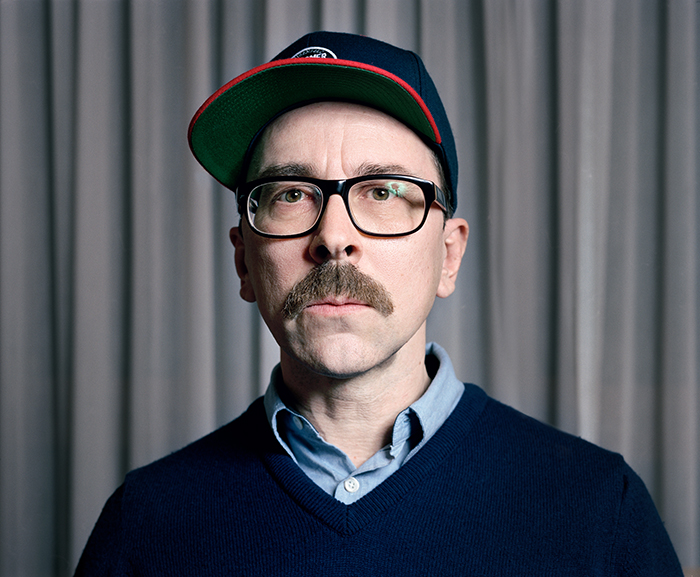
Hans Nieswandt (* 1964)

- Nieswandt, Heinz-Helge (* 1958), deutscher Klassischer Archäologe
- Nieswandt, Wilhelm (1898–1978), deutscher Politiker (SPD), MdL, Oberbürgermeister von Essen

### Niesy
- Niesyto, Horst (* 1952), deutscher Erziehungswissenschaftler, Medienpädagoge und Hochschullehrer

### Niesz
- Niesz, Anita (1925–2013), Schweizer Fotografin
- Niesz, Henri (1886–1957), Schweizer Elektroingenieur und Direktor
- Nieszery, Norbert (* 1960), deutscher Politiker (SPD), MdL